# Molinaranea
Molinaranea Mello-Leitão, 1940 è un genere di ragni appartenente alla famiglia Araneidae.

## Distribuzione
Le sette specie oggi note di questo genere sono state rinvenute nelle zone più a sud America meridionale: una, M. fernandez, è endemica dell'arcipelago Juan Fernández; altre tre sono diffuse in varie zone del Cile, una in Argentina e una è stata reperita anche nelle isole Falkland.

## Tassonomia
A maggio 2011, si compone di sette specie:
- Molinaranea clymene (Nicolet, 1849) — Cile, Argentina
- Molinaranea fernandez Levi, 2001 — Isole Juan Fernández
- Molinaranea magellanica (Walckenaer, 1847)[2] — Cile, Argentina, Isole Juan Fernández, Isole Falkland
- Molinaranea mammifera (Tullgren, 1902) — Cile
- Molinaranea phaethontis (Simon, 1896) — Cile, Argentina
- Molinaranea surculorum (Simon, 1896) — Cile
- Molinaranea vildav Levi, 2001 — Cile

### Specie trasferite
- Molinaranea albisecta (Mello-Leitão, 1936); trasferita al genere Ocrepeira Marx, 1883, con la denominazione provvisoria di Ocrepeira albisecta (Mello-Leitão, 1936); un successivo lavoro dell'aracnologo Levi del 2001 ha posto questi esemplari in sinonimia con Ocrepeira venustula (Keyserling, 1880)[1].
- Molinaranea setosa Mello-Leitão, 1948; trasferita al genere Parawixia F. O. P.-Cambridge, 1904, con la denominazione provvisoria di Parawixia setosa (Mello-Leitão, 1948); un successivo lavoro dell'aracnologo Levi del 1992 ha posto questi esemplari in sinonimia con Parawixia kochi (Taczanowski, 1873)[1].